# Ponto quântico

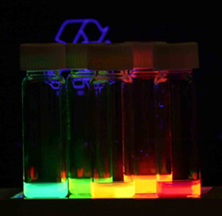
Pontos quânticos coloidais irradiados com luz ultravioleta. Pontos quânticos de tamanhos diferentes emitem luz de cores diferentes devido ao efeito de confinamento quântico

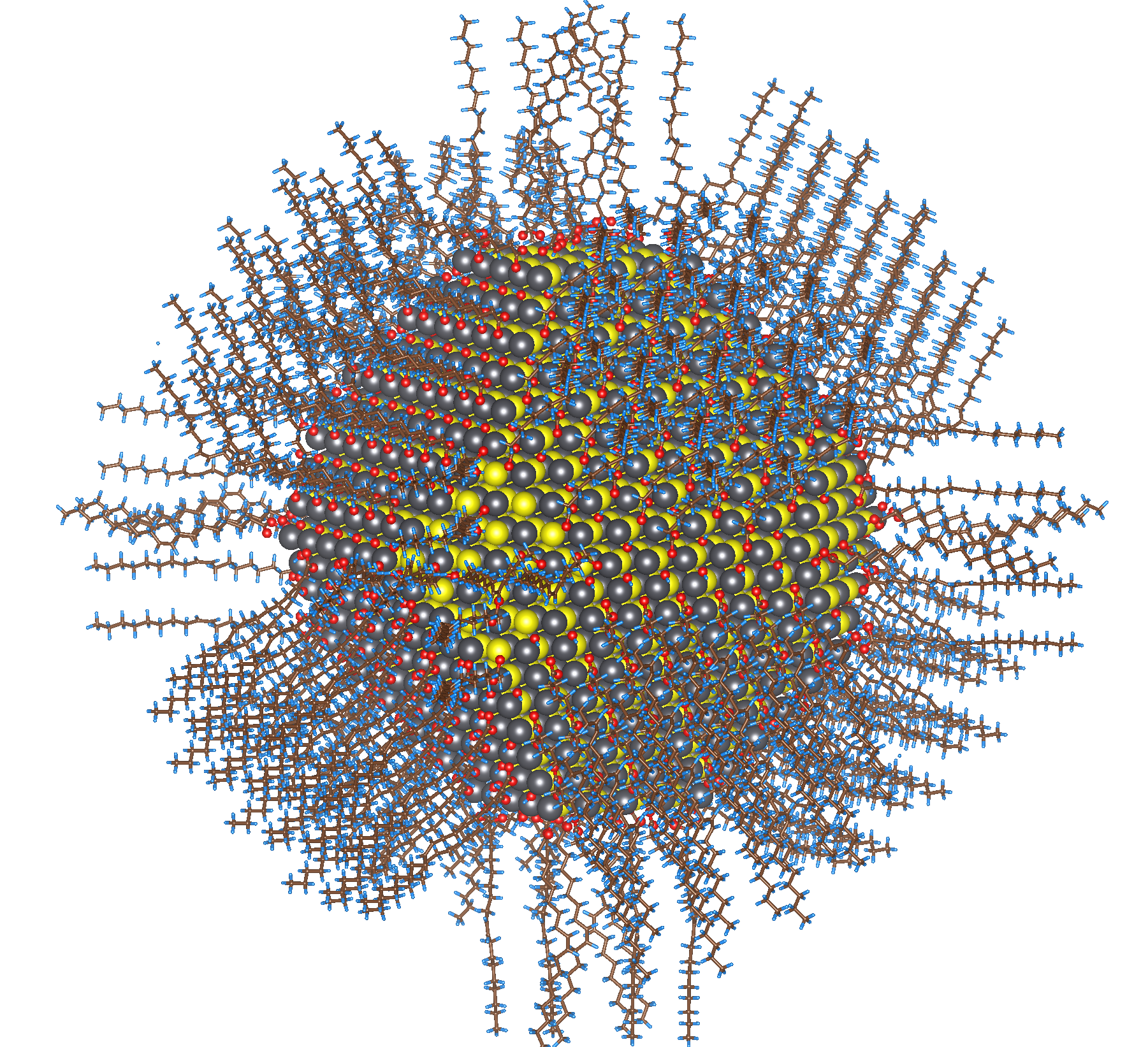
Imagem de uma nanopartícula coloidal de sulfeto-seleneto de chumbo com passivação completa de superfície por ácido oleico, oleilamina e ligantes com hidroxilas. Tamanho: aproximadamente 5 nm. Produzida com o software Vesta

Ponto quântico, comumente abreviado por QD, do inglês quantum dot, são partículas de semicondutores extremamente pequenas, cujas dimensões não ultrapassam alguns nanometros de diâmetro. Nessas condições, suas propriedades ópticas e elétricas diferem das propriedades apresentadas pelos semicondutores de tamanho macroscópico. Os pontos quânticos são um dos principais materiais em aplicações de nanotecnologia. Seu comportamento físico pode ser relacionado ao de um poço de potencial, que confina os elétrons nas três dimensões espaciais em uma região com tamanho da ordem do comprimento de onda de De Broglie dos elétrons, que é de alguns nanômetros em um semicondutor. Devido ao confinamento, os elétrons, em um ponto quântico, têm sua energia quantizada em valores discretos, tais como em um átomo. Por essa razão, pontos quânticos são por vezes chamados átomos artificiais. Os níveis de energia podem ser controlados mudando o tamanho e a forma do ponto quântico, e a profundidade de poço de potencial. Considerando pontos quânticos de um mesmo composto, partículas maiores (raio entre 5 e 6 nm, por exemplo) apresentam menor energia da banda proibida, levando à emissão de luz em comprimentos de onda maiores, como laranja e vermelho. Pontos quânticos menores (raio entre 2 e 3 nm, por exemplo) apresentam maior energia da banda proibida, gerando emissão de luz em comprimentos de onda menores, resultando em cores como azul e verde. A composição do ponto quântico também é um fator chave na determinação do comprimento de onda da luz emitida pelo material.
Devido à possibilidade de controle de suas propriedades físicas, os pontos quânticos despertam grande interesse tecnológico. Possíveis aplicações incluem transistores, células solares, LEDs, diodos laser, geração de segundo harmônico, computação quântica,  codificar histórico médico em pacientes e imageamento medicinal. Eles têm sido usados em filmes finos de Langmuir-Blodgett. Essas técnicas de processamento resultam em métodos mais baratos e demorados para a fabricação de semicondutores.
Alexey Ekimov, Louis Brus e Moungi Bawendi ganharam o Prêmio Nobel de Química de 2023 pela descoberta dos pontos quânticos.

## Classificação
Os pontos quânticos podem ser classificados quanto ao número e à família química dos elementos presentes em sua composição. Pontos quânticos contendo um elemento tipicamente são feitos de um elemento isolante ou semicondutor, como carbono (quase sempre ligados a hidrogênio), silício, germânio e fósforo. Pontos quânticos binários (contendo dois elementos), podem ser classificados nos tipos II-VI, III-V e IV-VI, de acordo com a família química a qual pertencem seus elementos constituintes. Pontos quânticos também podem apresentar composição ternária ou quaternária, bem como estruturas do tipo perovskita, que normalmente possuem três elementos (ABX3), podendo chegar a quantidades maiores quando são híbridas com moléculas orgânicas.

### Pontos quânticos tipo II-VI
Os pontos quânticos deste tipo são compostos por elementos do antigo grupo 2B (atualmente grupo 12), como zinco, cádmio e mercúrio, ligados quimicamente a elementos do grupo 6A (atualmente grupo 16), como enxofre, selênio e telúrio. Embora o oxigênio também pertença ao grupo 6A, seus compostos não são classificados como sendo do grupo II-VI, mas como óxidos, devido às suas distintas propriedades físico-químicas. Os principais exemplos de pontos quânticos do tipo II-VI são o sulfeto de cádmio (CdS), seleneto de cádmio (CdSe), telureto de cádmio (CdTe), sulfeto de zinco (ZnS) e seleneto de zinco (ZnSe). Pontos quânticos desse grupo apresentam excelentes propriedades ópticas, tanto para absorção quanto para emissão de luz, porém a toxicidade do cádmio é uma forte desvantagem.

### Pontos quânticos do tipo III-V
Os pontos quânticos III-V são compostos por elementos do grupo 13 (antigo grupo 3A), especificamente, alumínio, gálio e índio, ligados quimicamente a elementos do grupo 5A (atual grupo 15), como nitrogênio, fósforo, arsênio e antimônio. Os principais compostos deste grupo são o arseneto de gálio (AsGa), o arseneto de índio (AsIn) e o fosfeto de índio (InP).

### Pontos quânticos do tipo IV-VI
Os pontos quânticos do grupo IV-VI são compostos por elementos do grupo 14 (antigo grupo aA), estanho e chumbo, ligados quimicamente com elementos do grupo 6A, dos calcogenetos, (enxofre, selênio e telúrio). Os principais pontos quânticos deste grupo são o sulfeto de chumbo e o seleneto de chumbo.

### Pontos quânticos ternários
Pontos quânticos ternários são formados, tipicamente, pela substituição de dois átomos de um elemento com valência 2+, nos semicondutores do tipo II-VI e IV-VI, por dois elementos, sendo um com valência 1+ e outro  com valência 3+. Desse modo, os pontos quânticos ternários, normalmente, são classificados em I-III-VI2 e I-V-VI2. O principal composto de pontos quânticos deste grupo é o sulfeto de cobre e índio, que já demonstrou sua capacidade como substituto para os pontos quânticos de CdSe. Porém, devido ao alto custo do índio, novos materiais ternários tem sido pesquisados, como os sulfetos de cobre e antimônio.

## Síntese
Os métodos de síntese de pontos quânticos podem ser classificados em “top-down”, onde uma partícula macroscópica é quebrada até atingir o tamanho nanométrico, e “bottom-up”, onde as nanopartículas são formadas a partir de reações químicas dos sais precursores.

### Métodos de síntese do tipotop-down
Os métodos de síntese top-down mais empregados são a litografia por feixe de elétrons (etching), que pode ser químico ou por íons, a ablação à laser e o sputtering. Outra técnica que pode ser usada para a fabricação de pontos quânticos é a ablação à laser. Essa técnica já foi empregada para a obtenção de pontos quânticos de PbS com uniformidade necessária para a aplicação em dispositivos (σ<10%). As técnicas top-down normalmente produzem uma maior quantidade de material, mas apresentam como desafio a obtenção de nanopartículas com pequena distribuição de tamanho e pequena concentração de defeitos estruturais.

### Métodos de síntese do tipobottom-up
As técnicas bottom-up podem ser classificadas em duas grandes categorias: métodos em fase vapor e métodos químicos em fase líquida. Os métodos em fase vapor incluem epitaxia de feixe molecular (MBE – Molecular Beam Epitaxy), liquid metal ion source ou agregação de monômeros gasosos. Já os métodos químicos em fase líquida compreendem a microemulsão, os métodos sol-gel, solvotérmico, hidrotérmico, eletroquímico, reação sucessiva de adsorção de camadas de íons (SILAR – Sucessive Ionic Layer Adsorption and Reaction) e injeção a quente.

#### Microemulsão
O processo microemulsão envolve uma dispersão termodinamicamente estável de dois líquidos imiscíveis na presença de um emulsificante ou surfactante, com subfases entre 10 e 100 nm, que atuam como nanorreatores na síntese e nanocristais de semicondutores. A desvantagem deste método é a produção de nanopartículas com baixa cristalinidade, e a incorporação de impurezas e defeitos, o que acarreta baixos valores de rendimento quântico de luminescência.

#### Método de injeção a quente
O método de injeção a quente para síntese de pontos quânticos foi desenvolvido por Bawendi e colaboradores, em 1993. Nestre trabalho pioneiro, pontos quânticos de seleneto de cádmio foram sintetizados utilizando óxido de trioctilfosfina como solvente e agente estabilizante. O precursor de selênio foi obtido através da reação entre selênio elementar e trioctilfosfina, enquanto que o precursor de cádmio usado foi o dimetil-cádmio.
Neste método, a solução do precursor de selênio é injetada no reator contendo o precursor de cádmio solubilizado em óxido de trioctilfosfina, levando à formação instantânea de núcleos de seleneto de cádmio. O óxido de trioctilfosfina é importante no controle da taxa de crescimento dos núcleos, coordenando os precursores de cádmio através da formação de uma barreira estérica para os reagentes. As moléculas de óxido de trioctilfosfina permanecem ligadas aos átomos de cádmio na superfície do nanocristal, mantendo a solução estável. Após a reação, os nanocristais são precipitados pela adição de um antissolvente e redispersos em um solvente orgânico apolar, resultando em uma suspensão coloidal estável.
O método de injeção à quente demonstrou grande versatilidade e foi estendido para a síntese de diversos compostos, através da combinação de diferentes precursores, surfactantes e solventes. Os precursores organometálicos e o crescimento de partícula em altas temperaturas também possibilitou a síntese de outros semicondutores nanocristalinos, tais como compostos do grupo III-V (InAs, InP e GaP), do grupo IV-VI PbX (X – S, Se, Te), bem como compostos ternários e nanocristais metálicos.

#### Montagem viral
Vírus bacteriófagos M13 geneticamente modifcados permitem a preparação de compósitos biológicos de pontos quânticos. Já foi demonstrado que vírus geneticamente modificados podem reconhecer superfícies específicas de semicondutores. Ademais, estruturas de cristais líquidos de vírus selvagens (Fd, M13 e TMV) são ajustáveis através do controle da concentração das soluções, força iônica e campo magnético externo aplicado às soluções. Consequentemente, as propriedades específicas de reconhecimento do vírus podem ser usadas para organizar nanocristais inorgânicos, formando redes ordenadas sobre uma escala de comprimento definida pela formação de cristal líquido. Usando esta informação, Lee e colaboradores (2000) foram capazes de criar filmes autossuportados de ZnS, altamente orientados por um fago a partir de uma solução precursora. Este sistema permitiu a variação do comprimento do bacteriófago e do tipo de material inorgânico a partir de modificações genéticas e seleção.

## Toxicidade
Estudos sobre a toxicidade de pontos quânticos são focados em partículas contendo cádmio, sendo ainda necessária a demonstração em modelos animais após doses fisiologicamente relevantes. Estudos in vitro da toxicidade de pontos quânticos sugerem que esta pode derivar de múltiplos fatores, tanto físico-químicos (tamanho, forma, composição, grupos funcionais superficiais e cargas superficiais) como ambientais. O entendimento do potencial de toxicidade dos pontos quânticos é complexo, uma vez que esses fatores incluem propriedades como tamanho, carga, concentração, composição química, ligantes e também sua estabilidade oxidativa, mecânica e fotolítica.
Diversos estudos focaram no mecanismo de citotoxicidade dos pontos quânticos usando culturas celulares. Pesquisadores demonstraram que após exposição à radiação ultravioleta ou oxidação por ar atmosférico, pontos quânticos de seleneto de cádmio liberam íons livres de cádmio, causando morte celular. Alguns estudos também demonstraram que a adição de uma casca de sulfeto de zinco inibe o processo de espécies reativas de oxigênio em pontos quânticos de seleneto de cádmio. Outro aspecto da toxicidade dos pontos quânticos são os caminhos intracelulares, dependentes do tamanho, que concentram estas partículas em organelas celulares que são inacessíveis aos íons metálicos, o que pode resultar em padrões únicos de citotoxicidade comparados aos seus íons metálicos constituintes. Os relatos de localização de pontos quânticos no núcleo celular apresentam modos adicionais de toxicidade porque eles podem induzir mutações no DNA, o que irá se propagar às futuras gerações de células, causando doenças.
Apesar da concentração dos pontos quânticos em certas organelas ter sido reportada em estudos in vivo usando modelos animais, nenhuma alteração no comportamento do animal, peso, marcadores hematológicos ou danos aos órgãos foram encontrados em análises histológicas ou bioquímicas. Esses achados levaram os cientistas a acreditar que a dose intracelular é o fator mais importante para a toxicidade dos pontos quânticos. Portanto, fatores relacionados à endocitose, que determina a concentração efetiva intracelular, como tamanho e forma do ponto quântico, e suas características superficiais é que determinam sua toxicidade. A excreção dos pontos quânticos via urina em modelos animais também foi demonstrada por injeção de pontos quânticos de seleneto de cádmio encapsulados com sulfeto de zinco, radiomarcados, onde a casca ligante foi marcada com 99mTc. Através de outros múltiplos estudos, concluíram que os níveis de retenção celular dos pontos quânticos ainda é pouco entendida na literatura.
Ainda que esforços significativos em pesquisa foram realizados para o entendimento da toxicidade dos pontos quânticos, há grandes discrepâncias na literatura e questões ainda permanecem a serem respondidas. A diversidade nesta classe de material, se comparada às substâncias químicas convencionais torna a abordagem da sua toxicidade muito desafiadora. Como sua toxicidade também pode ser dinâmica, dependendo de fatores ambientais, como pH, exposição à luz e tipo de célula, métodos tradicionais de identificação de toxicidade de químicos, como LD50 não são aplicáveis aos pontos quânticos. Portanto, pesquisadores estão focando na introdução de novas abordagens e adaptando métodos existentes para incluir essa classe única de materiais. Além disso, novas estratégias para projetar pontos quânticos seguros ainda estão sendo explorados pela comunidade científica.

### Pontos quânticos sem metais pesados
Os pontos quânticos têm dois problemas que os impediram de serem totalmente utilizados: 1. Eles são baseados em cádmio, um metal pesado tóxico. 2. os QDs de fósforo não são auto-emissivos, o que significa que precisam ser substituídos por diodos emissores de luz de QD para que sejam competitivamente eficientes usando uma estrutura que impede a oxidação de degradar o núcleo QD e também envolve a criação de uma concha em torno dele para impedir que a energia vaze. Eles substituíram o cádmio por fósforo de índio, um material muito mais ecológico.

## Estrutura eletrônica do ponto quântico
Sólidos inorgânicos são historicamente divididos em três classes: metais, semicondutores e isolantes. Metais são excelentes condutores de eletricidade, permitindo que a corrente elétrica flua facilmente através deles, enquanto isolantes são maus condutores, resistindo ao fluxo de corrente, isso ocorre do fato de não possuírem elétrons livres, diferente dos metais que possuem sua estrutura conhecida como 'mar de elétrons'.  Os semicondutores possuem uma banda preenchida chamada de "banda de valência" e uma banda vazia conhecida como de "banda de condução", do ponto de vista de orbital molecular a banda de valência é chamada de (HOMO) e a de condução chamada de (LUMO). Em dimensões nanométricas, as propriedades eletrônicas normalmente coletivas do sólido tornam-se severamente distorcidas e os elétrons nessa escala de comprimento tendem a seguir o modelo de "partícula em uma caixa", para explicar a estrutura de banda aproximada. Os estados eletrônicos são mais semelhantes aos encontrados em ligações moleculares localizadas do que em sólidos macroscópicos, o que tem implicações significativas na energia total do sistema e na termodinâmica geral. Considere o que acontece quando um semicondutor é irradiado com luz de energia de fóton (hν) maior que Eg (Energia de gap). Um elétron será promovido da banda de valência para a banda de condução, deixando um "buraco" ou "ausência de um elétron" na banda de valência. Assim, presume-se que esse "buraco" se comporte como uma "partícula" com sua massa efetiva específica e carga positiva. O estado ligado do par elétron-buraco é chamado de "exciton" e foi pioneiro no desenvolvimento de estudos que relacionam o tamanho da partícula à energia da banda proibida de um ponto quântico semicondutor. O modelo popular para esse fenômeno segue a seguinte equação:
{\displaystyle E_{g,Qd}=E_{g,b}+(h^{2}/8R^{2})(1/m_{e}+1m_{h})-(1.8e^{2}/4\pi \varepsilon _{0}\varepsilon R)}
Onde {\displaystyle E_{g,Qd}} é a energia de banda proibida do ponto quântico, {\displaystyle E_{g,b}} energia de banda proibida do bulk(sólido macroscópico),  {\displaystyle h} constante de planck, R raio do ponto quântico, {\displaystyle m_{e}} massa efetiva do elétron, {\displaystyle m_{h}} massa efetiva do buraco, {\displaystyle e} carga do elétron, e {\displaystyle \varepsilon } a constante dielétrica do sólido. O {\displaystyle E_{g}} tem forte relação com o tamanho que o ponto quântico terá, quanto menor o tamanho maior a energia, e vice-versa, essa relação implica fortemente nas propriedades ópticas do ponto quântico.

## Propriedades ópticas

Espectro de fluorescência de pontos quânticos de CdTe de vários tamanhos. Pontos quânticos de diferentes tamanhos emitem luz de cores diferentes devido ao efeito de confinamento quântico

Nos semicondutores, a absorção de luz faz com que um elétron seja excitado da banda de valência para a banda de condução, deixando uma lacuna. O par elétron-lacuna é conhecido como éxciton. Quando este éxciton se recombina (o elétron retorna ao seu estado fundamental), a energia do éxciton pode ser emitida como um fóton. Este fenômeno é conhecido como fluorescência quando ocorre rapidamente (nanosegundos) ou, de fosforescência, quando ocorre lentamente (milissegundos até horas). Em um modelo simplificado, a energia do fóton emitido pode ser entendida como a diferença da energia entre o nível desocupado mais baixo da banda de condução e o nível ocupado mais alto da banda de valência.
Como a energia de confinamento depende do tamanho do ponto quântico, a posição do primeiro pico de absorção e a emissão de fluorescência podem ser modulados a partir do controle do tamanho do ponto quântico durante a síntese. Com o aumento no tamanho do ponto quântico, ocorre um desvio para o vermelho (menor energia) tanto na emissão, como na absorção de luz. Por outro lado, pontos quânticos menores absorvem e emitem luz de cor mais azul (alta energia). Artigos recentes na Nanotechnology e em outros periódicos começaram a sugerir que a forma do ponto quântico também pode ter influência no seu espectro de absorção e emissão, mas ainda não há informação suficiente disponível.
Além disso, foi demonstrado que o tempo de vida de fluorescência é determinado pelo tamanho do ponto quântico. Pontos quânticos maiores tem espaçamentos de energia mais estreitos, nos quais o par elétron-lacuna pode ser preso, levando a maiores tempos de vida de fluorescência. Para aumentar o rendimento quântico de fluorescência, pontos quânticos podem ser recobertos com “cascas” de um material com maior largura de banda proibida ao seu redor. É sugerido que a melhora venha da redução do acesso dos elétrons e lacunas à caminhos de recombinação não radiativa localizados na superfície, mas também devido a redução na recombinação Auger.

## Átomo artificial
Um átomo artificial é um objeto que se ligou, estados eletrônicos discretos, como é o caso com átomos ou moléculas que ocorrem naturalmente. Em um átomo artificial a carga e a energia de uma partícula suficientemente pequena de um metal ou semicondutor são quantizadas tal como as de um átomo. Os pontos quânticos de semicondutores são o exemplo mais comum de átomos artificiais, e são analogias para átomos reais. A corrente através de um ponto quântico ou um elétron transistor revela características pseudo-atômicas. Na forma de pontos quânticos, eles são constituídos de dezenas de milhares de átomos. Eles são como átomos individuais de uma maneira importante: quando recebem com a quantidade certa de energia (ou quanta), eles vão absorver essa energia e pode liberara-la como luz colorida.

## Dopagem de ponto quântico
Assim como é possível dopar compostos condutores para adquirir propriedades semicondutoras, os pontos quânticos, que possui propriedade semicondutoras, podem ser dopados visando intensificar suas propriedades, além de obter propriedades ópticas, magnéticas, eletrônicas, e a combinação dessas propriedades. Além disso, devido aos seus substanciais deslocamentos de Stokes de conjunto, os QDs dopados evitam os problemas de autoextinção dos QDs não dopados.
Exemplos de propriedades decorrentes da incorporação de íons de impurezas na matriz semicondutora incluem divisões Zeeman muito grandes de estados excitados excitônicos introduzidos por forte acoplamento de troca dopante-portador, bandas de emissão de PL deslocadas para o vermelho decorrentes dos níveis d–d do dopante ou da interação do nível d do dopante com o hospedeiro, entre outras. Os spins desemparelhados desses dopantes de metais de transição de camada aberta são acoplados magnética ou opticamente aos portadores de carga livres e fotogerados, onde a sobreposição espacial dopante-portador determina a força do acoplamento. Essas interações de troca sp–d são características que resultam em propriedades magneto-ópticas e/ou magneto-transportadoras. O progresso dessas aplicações depende do desenvolvimento de métodos confiáveis para incorporação eficaz de impurezas na matriz semicondutora, em que os íons dopantes realmente substituem átomos hospedeiros nos QDs e que não sejam apenas adsorvidos na superfície do QD.
Um dos principais obstáculos neste campo é, de fato, a ausência de técnicas de caracterização apropriadas para estudar as estruturas internas desses pontos quânticos. As estruturas internas de QDs enfrentam vários problemas, incluindo defeitos superficiais e internos, clusters e a qualidade da interface entre o cluster dopante e o hospedeiro; estes são fatores-chave na determinação das propriedades de QDs.

## Aplicações
Pontos quânticos são particularmente promissores para aplicações ópticas devido aos seus altos coeficientes de extinção e emissão. Eles apresentam potencial para uso em diodos, lasers, amplificadores e sensores biológicos. Pontos quânticos de alta qualidade são adequados para codificação óptica e aplicações de multiplexação devido a seus perfis amplos de absorção e espectros de emissão estreitos e simétricos. As novas gerações de pontos quânticos tem alcançado potencial para estudos de processos intracelulares de molécula única, alta resolução em imageamento celular, observações in vivo a longo prazo, tumores e diagnóstico.

### Computação
A tecnologia de pontos quânticos é potencialmente relevante para computação quântica de estado sólido. Aplicando pequenas tensões aos eletrodos, a corrente que passa através do ponto quântico pode ser controlada e, portanto, medições precisas do spin e outras propriedades podem ser feitas. Com muitos pontos quânticos emaranhados, ou qubits, mais uma forma de realizar operações, cálculos e computadores quânticos pode ser possível.  O spin de um elétron é um candidato promissor para ser usado como a menor unidade de informação (qubit) de um computador quântico.

### Biologia
Em análise biológica moderna, vários tipos de corantes orgânicos são usados. Entretanto, com o avanço da tecnologia, se procura uma maior flexibilidade nesses corantes. Com este fim, pontos quânticos rapidamente preencheram o papel, se mostrando superiores aos tradicionais corantes orgânicos diversas vezes, tendo como características principais o brilho (devido ao alto coeficiente de extinção combinado com um rendimento quântico comparável ao dos corantes fluorescentes), e a estabilidade. Estimativas dizem que pontos quânticos são 20 vezes mais brilhantes e 100 vezes mais estáveis que os fluoróforos tradicionais. Para rastreamento de única partícula, a cintilação irregular dos pontos quânticos é uma desvantagem pequena. Entretanto, existem diversos grupos que desenvolveram pontos quânticos que são essencialmente não cintilantes e demonstraram sua utilidade em experimentos de rastreamento de molécula única.
O uso de pontos quânticos para imageamento celular de alta sensibilidade tem tido seus maiores avanços. A melhor fotoestabilidade dos pontos quânticos, por exemplo, permitem a aquisição de muitos focos de planos nas imagens consecutivas que podem ser reconstruídas em uma imagem tridimensional de alta resolução. Outra aplicação que se aproveita da extraordinária fotoestabilidade dos pontos quânticos é o rastreamento em tempo real de moléculas e células por extensos períodos de tempo. Anticorpos, estreptavidina, peptídeos, DNA, aptameros de ácidos nucleicos, ou pequenas moléculas ligantes podem ser usadas como alvos de pontos quânticos para proteínas ou células específicas. Pesquisadores foram capazes de observar pontos quânticos em nódulos linfáticos de camundongos por mais de 4 meses.
Pontos quânticos também tem sido empregados para imageamento in vitro de células pré-marcadas. A capacidade de obter imagem da migração de uma única célula em tempo real é importante para diversas áreas de pesquisa, como embriogênesis, metástase de cânceres, terapia com células-tronco e imunologia de linfócitos.
Outra aplicação dos pontos quânticos em biologia é como fluoróforos doadores em Transferência de energia por ressonância de Förster, onde o maior coeficiente de extinção e pureza espectral desses fluorófors fazem eles superiores a fluoróforos moleculares. Também é válido notar que a ampla absorbância dos pontos quânticos permitem excitação seletiva do ponto quântico doador e uma mínima excitação do corante receptor em estudos baseados em FRET. A aplicabilidade do modelo FRET, que assume que os pontos quânticos podem ser aproximados como um ponto de dipolo, tem sido recentemente demonstradas.
O uso de pontos quânticos alvejando tumores em condições in vivo emprega dois esquemas de alvejamento: ativo e passivo. No caso do alvejamento ativo, pontos quânticos funcionalizados com sítios de ligação específicos para o tumor são ligados seletivamente às células do tumor. Alvejamento passivo usa a aumentada capacidade de permeação e retenção das células do tumor para entregar as sondas de pontos quânticos. Células cancerosas de crescimento rápido tipicamente tem membranas mais permeáveis que células saudáveis, permitindo o vazamento de pequenas nanopartículas para o interior da célula. Ademais, células cancerosas não tem um sistema linfático de drenagem efetivo, que leva a uma subsequente acumulação das nanopartículas.
A entrega dos pontos quânticos não danificados ao citoplasma das células tem sido um desafio com as técnicas existentes. Métodos baseados em vetores resultaram na agregação e sequestro endosomal dos pontos quânticos, enquanto que eletroporação pode danificar  as partículas de semicondutores e agregar os pontos entregues no citosol. Por Cell Squeeze, pontos quânticos podem ser efetivamente entregues sem agregação induzida, material retido nos endossomos ou perda significativa da viabilidade celular. Além disso, foi mostrado que pontos quânticos individuais entregues por este método são detectáveis no citosol celular, ilustrando o potencial desta técnica para estudos de rastreamento de uma única molécula.

### Dispositivos fotovoltaicos
O espectro de absorção modulável e alto coeficiente de extinção dos pontos quânticos tornam esses materiais atrativos para tecnologias coletoras de luz como os fotovoltaicos. Pontos quânticos podem ser capazes de aumentar a eficiência e reduzir o custo quando comparados com células fotovoltaicas típicas de silício. De acordo com uma prova experimental de 2004, pontos quânticos de seleneto de chumbo podem produzir mais de um éxciton a partir de um fóton de alta energia via processo de multiplicação de carregadores ou geração múltipla de éxcitons. Isto gera uma vantagem sobre as células atuais, que podem produzir somente um éxciton por fóton de alta energia, com os carregadores de alta energia cinética perdendo sua energia na forma de calor. Pontos quânticos fotovoltaicos podem, teoricamente, ser mais baratos de fabricar, uma vez que podem ser feitos a partir de reações químicas simples.

#### Células solares baseadas somente em pontos quânticos
Monocamadas de aromáticos automontados (MAA), por exemplo, ácido 4-nitrobenzóico, podem ser usados para aumentar o alinhamento de bandas nos eletrodos para melhorar a eficiência. Esta técnica proporcionou uma conversão recorde de 10,7%. A MAA é posicionada entre a junção filmes de pontos quânticos coloidais de ZnO/PbS para modificar o alinhamento de bandas via momento de dipolo da molécula constituinte da MAA e o modulamento de banda pode ocorrer via densidade, dipolo e orientação da molécula MAA.

#### Pontos quânticos em células solares híbridas
Pontos quânticos coloidais também são usados em céluas solares híbridas inorgânicas/orgânicas. Estes dispositivos são atrativos por causa de seu potencial baixo-custo de fabricação e alta eficiência. A incorporação de nanomateriais de óxidos metálicos, como ZnO, TiO2,Nb2O5 em fotovoltaicos orgânicos tem sido comercializada usando processamento roll-to-roll. Uma eficiência de conversão de 13,2% já foi alcançada em uma célula híbrida com nanofios/PEDOT:PSS.

#### Pontos quânticos com nanofios em células solares
Outro potencial de uso envolve nanofios monocristalinos de ZnO encapsulados com pontos quânticos de CdSe, imersos em ácido mercaptopropiônico como meio de transporte de lacunas a fim de obter uma célula solar sensibilizada por PQs. A morfologia dos nanofios permite que os elétrons tenham um caminho direto para o fotoânodo. Esta forma de célula solar exibe eficiências quânticas internas de 50 a 60%.
Nanofios de silício (SiNW) cobertos com pontos quânticos de carbono. O uso de SiNW ao invés de silício planar aumenta as propriedades antirreflexão do silício. Os SiNW exibem um efeito de aprisionamento da luz devido aos nanofios. Este uso de SiNWs em conjunto com pontos quânticos de carbono resultaram em uma célula solar que alcançou uma eficiência de 9,10%.
Pontos quânticos de grafeno também tem sido misturados com materiais eletrônicos orgânicos para melhorar a eficiência e baixar o custo de dispositivos fotovoltaicos e diodos emissores de luz orgânicos (OLEDs) em comparação a folhas de grafeno. Estes pontos quânticos de grafeno foram funcionalizados com ligantes orgânicos que demonstram fotoluminescência a partir de absorção no UV-Vis.

### Dispositivos emissores de luz
Vários métodos foram propostos para o uso de pontos quânticos para melhorar os projetos existentes de diodos emissores de luz (LEDs), incluindo telas de Diodos Emissores de Luz de Pontos Quânticos (QLEDs) e telas de Diodos Emissores de Luz Branca de Pontos Quânticos (Q-WLED). Uma vez que pontos quânticos produzem naturalmente cores monocromáticas, eles podem ser mais eficientes do que fontes de luz que precisam ser filtradas. QLEDs podem ser fabricados em um substrato de silício, que permite que eles sejam integrados em um circuito integrado padrão de silício ou sistemas microeletromecânicos. Pontos quânticos são valiosos para telas, porque eles emitem luz em uma distribuição gaussiana muito específica. Isto pode resultar em uma tela com cores visivelmente mais precisas. Uma tela convencional de cristal líquido (LCD) é normalmente retroiluminada por lâmpadas fluorescentes (CCFLs) ou LEDs brancos convencionais, cuja luz é filtrada para produzir pixels vermelhos, verdes e azuis. Um melhoramento é usar LEDs azuis convencionais como fonte de luz e converter parte da luz emitida em luz verde e vermelha puras posicionando os pontos quânticos apropriados na frente do LED azul ou usando um ponto quântico infuso na folha difusora na luz de retroiluminação. Este tipo de luz branca como retroiluminação em painéis LCD permite uma melhor gama de cores a um custo menor que a combinação RGB usando três diferentes LEDs.
A habilidade dos PQs de converter e modular precisamente um espectro faz deles atrativos para telas LCD. A tecnologia anterior de LCD desperdiça energia convertendo luz branca pobre em vermelho e verde e rico em amarelo e azul em uma luz mais balanceada. Usando PQs, somente as cores necessárias para formar imagens ideais estão contidas na tela. O resultado é uma tela mais brilhante, mais clara e com maior eficiência energética. A primeira aplicação comercial de pontos quânticos foi a Sony série XBR X900A de televisores de tela plana lançados em 2013.
Em junho de 2006, a QD Vision anunciou sucesso em construir uma prova de conceito de uma tela de pontos quânticos e mostraram uma emissão brilhante na região visível e infravermelho próximo do espectro. Um QLED integrado a uma sonda de microscópio eletrônico de varredura foi usada para demonstrar a fluorescência em microscopia óptica de varredura em campo próximo (NSOM).

### Dispositivos fotodetectores
Fotodetectores de pontos quânticos (QDPs) podem ser fabricados tanto por processamento em solução ou por processos convencionais de semicondutores monocristalinos. QDPs de semicondutores monocristalinos convencionais são impedidos de se integrarem com eletrônicos flexíveis orgânicos devido a incompatibilidade de suas condições de crescimento com os processos necessários para os semicondutores orgânicos. Por outro lado, QDPs processados em solução podem ser facilmente integrados com uma variedade quase infinita de substratos e também pós-processados sobre outros circuitos integrados. Tais QDPs coloidais tem aplicações potenciais em vigilância, visão de máquinas, inspeção industrial, espectroscopia e imageamento biomédico fluorescente.

### Fotocatálise
Pontos quânticos também funcionam como fotocatalisadores para conversão química da água em hidrogênio catalisada pela luz, um caminho para um combustível solar. Na fotocatálise, o par elétron-lacuna é formado, catalisando reações de redução no líquido nos arredores. Geralmente, a atividade fotocatalítica dos pontos quânticos é relacionada ao tamanho da partícula e seu grau de confinamento quântico. Isto por que a largura da banda proibida determina a energia química que é armazenada no ponto quântico no estado excitado. Um obstáculo para o uso de pontos quânticos em fotocatálise é a presença de surfactantes em sua superfície. Estes surfactantes (ou ligantes) interferem na reatividade química dos pontos pela redução dos processos de transferência de massa e de elétrons. Além disso, pontos quânticos feitos de calcogenetos metálicos são quimicamente instáveis sob condições oxidantes e sofrem reações de fotocorrosão.

## Teoria
Pontos quânticos são descritos teoricamente como entidades pontuais ou zero-dimensionais. A maioria de suas propriedades depende de seu tamanho, forma e composição. Geralmente, pontos quânticos apresentam propriedades termodinâmicas diferentes dos materiais macroscópicos. Um desses efeitos é a diminuição do ponto de fusão.[carece de fontes?]

### Confinamento quântico em semicondutores
Em um nanocristal de semicondutor cujo raio é menor que o raio de Bohr do composto, os éxcitons são confinados, levando ao efeito de confinamento quântico. Os níveis de energia podem ser previstos usando o modelo da partícula em uma caixa, no qual os estados de energia dependem do comprimento da caixa. Comparando o tamanho dos pontos quânticos ao raio de Bohr das funções de onda do elétron e da lacuna, três regimes podem ser definidos. Um regime de confinamento forte é definido como pontos quânticos com raio menor que o raio de Bohr do elétron e da lacuna, enquanto que o confinamento fraco é dado quando o ponto quântico é maior que ambos. Para semicondutores nos quais o raio do elétron e da lacuna são marcadamente diferentes, ocorre um regime de confinamento intermediário, onde o raio do ponto quântico é maior que o raio de Bohr de um dos portadores de carga (tipicamente, da lacuna), mas não do outro portador de carga.

### Energia debandgap
A largura da banda proibida se torna maior no regime de confinamento forte, uma vez que os níveis de energia se dividem acima. O raio de Bohr do éxciton pode ser expresso como:
{\displaystyle a_{b}^{*}=\varepsilon _{2}\left({\frac {m}{\mu }}\right)a_{b}}
Onde ab é o raio de Bohr = 0.053 nm, m é a massa, {\displaystyle \mu } é a massa reduzida e {\displaystyle \varepsilon _{r}} é a constante dielétrica dependente do tamanho (permissividade relativa). Isto resulta num aumento na energia total de emissão (a soma dos níveis de energia nos bandgaps menores no regime de confinamento forte é maior que os níveis de energia  no bandgap dos níveis originais no regime de confinamento fraco) e a emissão a vários comprimentos de onda. Se a distribuição de tamanhos dos pontos quânticos não é estreita o suficiente, a convolução de múltiplos comprimentos de onda de emissão é observado como um espectro contínuo.[carece de fontes?]

### Energia de confinamento
A entidade éxciton pode ser modelada usando a partícula na caixa. O elétron e a lacuna podem ser vistos como o hidrogênio no modelo de Bohr, com o núcleo do hidrogênio sendo substituídos pela lacuna de carga positiva e massa do elétron negativa. Então os níveis de energia do éxciton podem ser representados como a solução para a partícula na caixa no nível fundamental (n = 1), com a massa sendo substituída pela massa reduzida. Variando o tamanho do ponto quântico, a energia de confinamento do éxciton pode ser controlada.[carece de fontes?]

### Energia de ligação do éxciton
Há uma energia de atração eletrostática entre o elétron carregado negativamente e a lacuna carregada positivamente. A energia envolvida na atração é proporcional à energia de Rydberg e inversamente proporcional ao quadrado da constante dielétrica dependente do tamanho do semicondutor. Quando o tamanho do cristal semicondutor é menor que o raio de Bohr do éxciton, a interação Coulômbica precisa ser modificada para se adaptar à situação.
Portanto, a soma destas energias pode ser representada como:
{\displaystyle E_{confinamento}={\frac {\hbar ^{2}\pi ^{2}}{2a^{2}}}\left({\frac {1}{m_{e}}}+{\frac {1}{m_{h}}}\right)={\frac {\hbar ^{2}\pi ^{2}}{2\mu a^{2}}}}
{\displaystyle E_{exciton}=-{\frac {1}{\epsilon _{2}^{3}}}{\frac {\mu }{m_{e}}}R_{y}=-R_{y}^{*}}
{\displaystyle E=E_{bandgap}+E_{confinamento}+E_{exciton}}
{\displaystyle E=E_{bandgap}+{\frac {\hbar ^{2}\pi ^{2}}{2\mu a^{2}}}-R_{y}^{*}}
Onde {\displaystyle \mu } é a massa reduzida, a é o raio, me é a massa do elétron livre, mh é a massa da lacuna e εr é a constante dielétrica dependente do tamanho.
Apesar das equações acima terem sido derivadas usando premissas simplificadas, elas implicam que as transições eletrônicas dos pontos quânticos dependerão do seu tamanho. Estes efeitos de confinamento quântico são aparentes somente abaixo do tamanho crítico. Partículas grandes não exibem este efeito. Este efeito de confinamento quântico em pontos quânticos tem sido verificado experimentalmente repetidas vezes e é uma característica chave de muitas estruturas eletrônicas emergentes.
A interação eletrostática entre os portadores de carga confinados também pode ser estudada por meios numéricos quando resultados não restritos em aproximações assintóticas são buscados.

### Modelos
Uma variedade de estruturas teóricas existem para modelar propriedades ópticas, eletrônicas e estruturais dos pontos quânticos. Estas podem ser amplamente divididas em mecânica quântica, semiclássica e clássica.[carece de fontes?]

### Mecânica quântica
Modelos e simulações de pontos quânticos baseados em mecânica quântica frequentemente envolvem a interação dos elétrons com uma matriz randômica ou pseudopotencial.

### Semiclássica
Modelos semiclássicos de pontos quânticos frequentemente incorporam um potencial químico. Por exemplo, o potencial químico termodinâmico de um sistema de N partículas é dado por:
{\displaystyle \mu {\bigl (}N{\bigr )}=E{\bigl (}N{\bigr )}-E{\bigl (}N-1{\bigr )}}
Cujos termos de energia podem ser obtidos como soluções da Equação de Schrödinger. A definição de capacitância:
{\displaystyle {\frac {1}{C}}\equiv {\frac {\Delta V}{\Delta Q}}}
Com a diferença de potencial:
{\displaystyle \Delta V={\frac {\Delta \mu }{e}}={\frac {\mu (N+\Delta N)-\mu (N)}{e}}}
Pode ser aplicada para um ponto quântico com a adição ou remoção de elétrons individuais, {\displaystyle \Delta N=1}e {\displaystyle \Delta Q=e}.
Então:
{\displaystyle C(N)={\frac {e^{2}}{\mu (N+1)-\mu (N)}}={\frac {e^{2}}{I(N)-A(N)}}}
É a capacitância quântica de um ponto quântico, onde I(N) foi denotado como o potencial de ionização e A(N) a afinidade eletrônica do sistema de N partículas.

### Mecânica clássica
Modelos clássicos das propriedades eletrostáticas dos elétrons em pontos quânticos são similares em naturez ao problema de Thomson de distribuição ótima de elétrons em uma esfera.
O tratamento eletrostático clássico dos elétrons confinados a pontos quânticos esféricos é similar ao seu tratamento no modelo de Thomson do átomo.
O tratamento clássico para pontos quânticos bidimensionais e tridimensionais exibe comportamento de preenchimento dos níveis eletrônicos. Uma tabela periódica de átomos artificiais clássicos foi descrita para pontos quânticos bidimensionais. Também, muitas conexões foram reportadas entre o problema de Thomson tridimensional e os padrões de preenchimento dos níveis eletrônicos encontrados em átomos naturais na tabela periódica. Este último trabalho se originou no modelo clássico eletrostático de elétrons em um ponto quântico esférico representado por uma esfera dielétrica ideal.

## Síntese de pontos quânticos
Há disponíveis na literatura diferentes métodos para a criação de pontos quânticos, parecidos com métodos convencionais de nanopartícula, como síntese coloidal, síntese hidrotérmica, síntese biomimética, entre outras. 

### Síntese coloidal
A síntese coloidal é um método amplamente utilizado para a produção de pontos quânticos, e a versão em alta temperatura é particularmente eficaz. Murray, Norris e Bawendi propuseram essa técnica química pela primeira vez em 1993 para produzir QDs.
O processo envolve a dissolução de íons metálicos ou compostos organometálicos, conhecidos como precursores, em um solvente e em seguida, submetê-los a vários tratamentos químicos ou físicos para criar os QDs desejados. A principal vantagem desse método de síntese é sua capacidade de produzir QDs de tamanhos variados com grande facilidade, tornando-o altamente ajustável.
Uma das técnicas populares de síntese coloidal é o "Método de Injeção a Quente". Nele, uma solução precursora contendo os elementos apropriados é rapidamente injetada em uma mistura de reação quente em alta temperatura. Como resultado, os precursores reagem rapidamente para gerar QDs, que resfriam e solidificam rapidamente. Ao ajustar o tipo e a concentração do precursor, o tempo de reação e a temperatura durante a síntese, o tamanho e a composição dos QDs coloidais podem ser controlados. Essa abordagem permite a síntese rápida e eficiente de QDs de alta qualidade com distribuição de tamanho homogênea e em grandes quantidades.
Os QDs coloidais são particularmente úteis para a síntese de QDs inorgânicos, como CdSe ou CdS e perovskitas de haleto. Este método de síntese oferece diversas vantagens em relação a outros métodos, incluindo controle preciso do tamanho e formato dos QDs, alta pureza e baixa densidade de defeitos. 

### Síntese hidrotérmica
O método hidrotérmico é um método simples e de baixo custo para a preparação de pontos quânticos, com bom controle de tamanho e forma. Neste método, uma solução precursora contendo íons metálicos e ligantes é colocada em um recipiente selado e aquecida sob alta pressão em banho-maria. À medida que a temperatura e a pressão aumentam, a solução torna-se supersaturada, ocorrendo a nucleação dos QDs. O tamanho e a forma dos QDs podem ser controlados variando os parâmetros de reação, como temperatura, pressão e tempo de reação. Uma das vantagens da síntese hidrotérmica é que ela permite a síntese de QDs a temperaturas relativamente baixas em comparação com outros métodos, como "Método de Injeção a Quente" ou epitaxia por feixe molecular. 
A síntese hidrotérmica é um método para síntese de pontos quânticos no qual uma solução precursora é aquecida em um recipiente selado (tipicamente uma autoclave de alta pressão) a altas temperaturas e pressões. Zhu et al. apresentaram em seu estudo um método hidrotérmico simples para a produção de PQs de SnO₂ monodispersos e uniformes com uma faixa estreita de diâmetro (2,3 a 3,1 nm). A chave para a técnica hidrotérmica descrita aqui é o uso do hidrato de hidrazina, ou N₂H₂H₂O, que atua como álcali e ligante para coordenar-se com os íons Sn₂ e criar um cluster complexo. . A taxa de crescimento é mais rápida do que a do método aquoso. 
Devido às suas condições operacionais simples, como baixo consumo de energia e aparato barato, a síntese hidrotérmica é considerada a abordagem mais acessível e econômica. A síntese hidrotérmica também apresenta poucas limitações, requer apenas alguns materiais precursores, uma autoclave e um forno, enquanto os métodos de refluxo frequentemente requerem uma linha Schlenk e um meio isento de oxigênio, com a necessidade de múltiplas injeções de precursores durante a síntese. A grande desvantagem conhecida por esse método é a condições de alta pressão e temperatura exigidas podem ser difíceis de controlar, o que pode dificultar a obtenção de QDs altamente uniformes e monodispersos.

### Síntese biomimética
A síntese biomimética de pontos quânticos  refere-se a um processo de síntese utilizando materiais biológicos. Nesse processo, o crescimento e a automontagem dos QDs são mimetizados com base nos mecanismos e princípios encontrados em sistemas biológicos. O uso de técnicas biomiméticas no crescimento de QDs apresenta diversas vantagens em relação aos métodos sintéticos tradicionais. O uso de enzimas, proteínas ou microrganismos como catalisadores pode ajudar a reduzir o uso de produtos químicos agressivos e altas temperaturas, tornando o processo de síntese mais ecológico e biocompatível.  Além disso, o uso de biomoléculas como proteínas, enzimas e DNA é usado para estabilizar os QDs e controlar seu tamanho, forma e propriedades de superfície. Essas biomoléculas ajudam a reduzir a formação de defeitos e previnem a agregação de QDs, garantindo que permaneçam bem dispersos e estáveis.
O processo de síntese normalmente envolve a introdução dos precursores para a formação do ponto quântico em um meio de reação contendo as biomoléculas estabilizadoras e o biomolde. O meio de reação é então submetido a condições específicas, como temperatura, pH e tempo, para permitir que os QDs cresçam. Os QDs resultantes são então separados do meio de reação e purificados, se necessário. De modo geral, a síntese biomimética é uma abordagem importante para a produção de QDs de alta qualidade para diversas aplicações em optoeletrônica, energia, biologia e medicina.
Liet descobriu um método simples, de uma só etapa e ecologicamente correto para produzir PQs de CdSe usando lisozima (Lyz) e albumina sérica bovina (BSA) como respectivos biomoldes. As células bacterianas foram então marcadas com os QDs de CdSe funcionalizados com BSA produzidos. E foi determinado que a atividade biológica da lisozima persistiu após a formação do CdSe, o que é essencial para a criação de nanossondas fluorescentes com função biológica. 

### Síntese assistida por micro-ondas
A síntese assistida por micro-ondas fornece uma fonte de energia alternativa rápida e fácil, amplamente utilizada devido ao seu controle sobre o aquecimento dos materiais. Este método provou ser eficaz para a preparação de pontos quânticos, com diversos estudos confirmando sua viabilidade e potencial. Os precursores de pontos quânticos são dissolvidos em um solvente e irradiados com micro-ondas em um reator, resultando na formação de pontos quânticos com distribuição de tamanho estreita e alta cristalinidade. A síntese assistida por micro-ondas apresenta muitas vantagens em relação aos métodos de síntese tradicionais, incluindo tempos de reação mais curtos, consumo reduzido de energia e melhores rendimentos do produto. Também proporciona controle preciso sobre o tamanho e a forma dos QDs, o que é crucial para muitas aplicações.

## Caracterização
Há vários conjuntos de caracterizações que se fazem necessários para conhecer o ponto quântico sintetizado, cada um identificará uma das propriedades necessárias como, características ópticas, eletrônicas, estruturais, tamanho, composição, e % de composição, entre outros.

### Caracterização óptica
A caracterização óptica de pontos quânticos é geralmente fornecida por espectroscopia UV-VIS e fotoluminescência, que oferecem uma opção rápida, não destrutiva e sem contato. Como já falado, pontos quânticos tem propriedade de absorver luz devido ao seu band gap e formação do par elétron-buraco, a faixa de energia geralmente se encontra no ultra-violeta-vísivel, e saber o comprimento exato se faz necessário para aplicar os pontos quânticos. Essa técnica fornece resolução de energia equivalente à da fotoluminescência em baixas temperaturas e sonda uma gama mais ampla de pontos críticos, destacando o estado fundamental e também muitas transições ópticas interbandas de alta ordem, a partir das quais a estrutura de banda, pode ser deduzida.

### Caracterização do tamanho e estrutura
O tamanho dos pontos quânticos é geralmente calculado utilizando técnicas convencionais, microscopia eletrônica de transmissão (MET) e estudos de espalhamento dinâmico de luz (DLS), o espalhamento dinâmico de luz tem a desvantagem de observar o tamanho do ponto quântico junto com a esfera de coordenação, caso tenha, e não o ponto quântico sozinho. Além dessas técnicas, o fracionamento por fluxo de campo também foi empregado com sucesso, um excelente complemento à caracterização de QDs solúveis em água por ferramentas convencionais.